# Manuela Mangili
Manuela Mangili (28 agosto 1983) è un'ex calciatrice italiana; giocò nel ruolo di attaccante prevalentemente nell'Atalanta, società calcistica con cui conquistò in due stagioni il passaggio dalla Serie B, attraverso la Serie A2, alla Serie A, con parentesi di un campionato nel Mozzanica e Villa Valle.

## Palmarès

### Club
- Campionato italiano di Serie A2: 1

Atalanta: 2004-2005
- Campionato italiano di Serie B: 1

Atalanta: 2003-2004 (terzo livello)